# Suphrodytes dorsalis
Suphrodytes dorsalis är en skalbaggsart som först beskrevs av Fabricius 1787.  Suphrodytes dorsalis ingår i släktet Suphrodytes och familjen dykare. Arten är reproducerande i Sverige. Inga underarter finns listade i Catalogue of Life.

## Bildgalleri

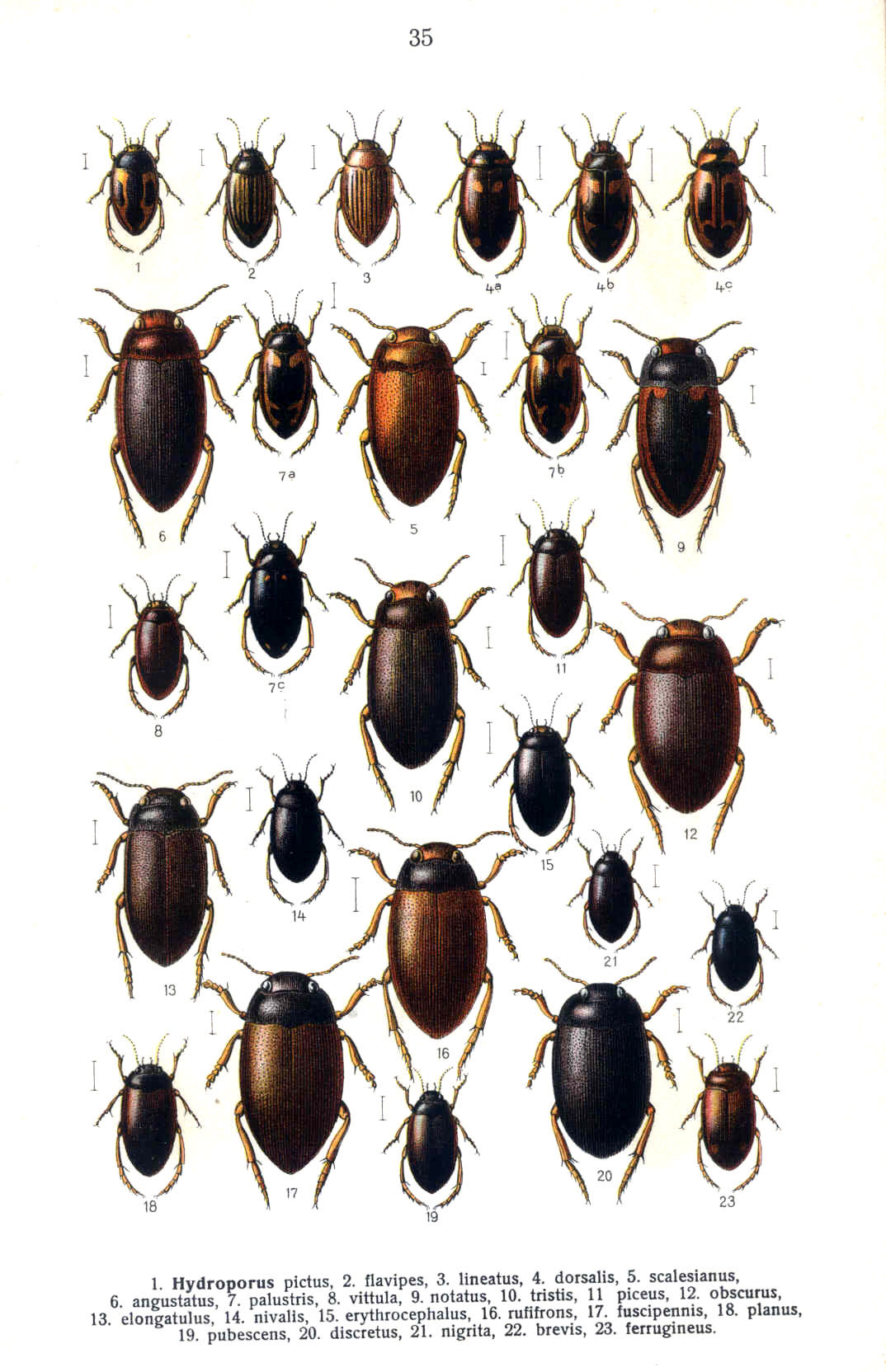
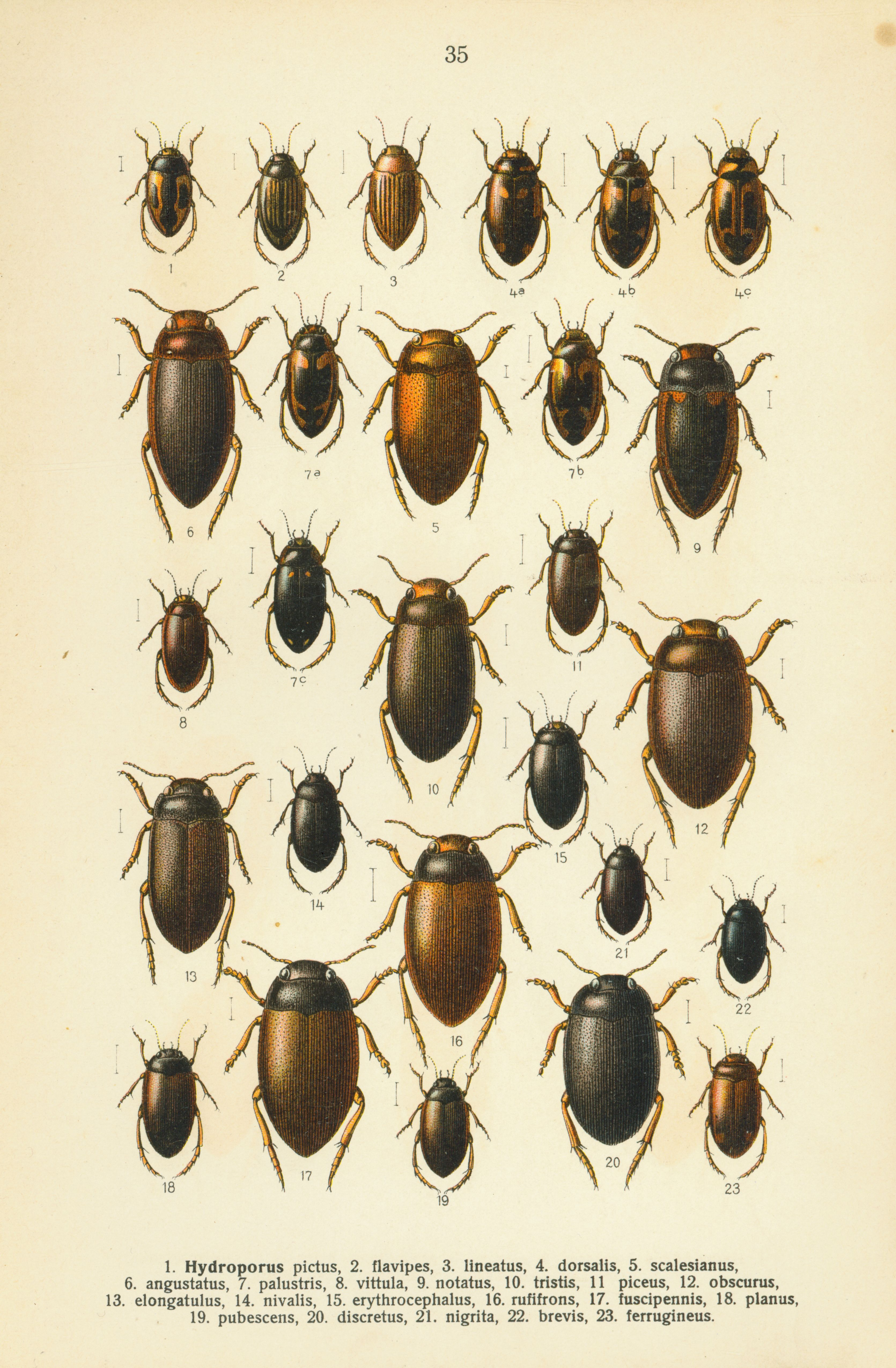
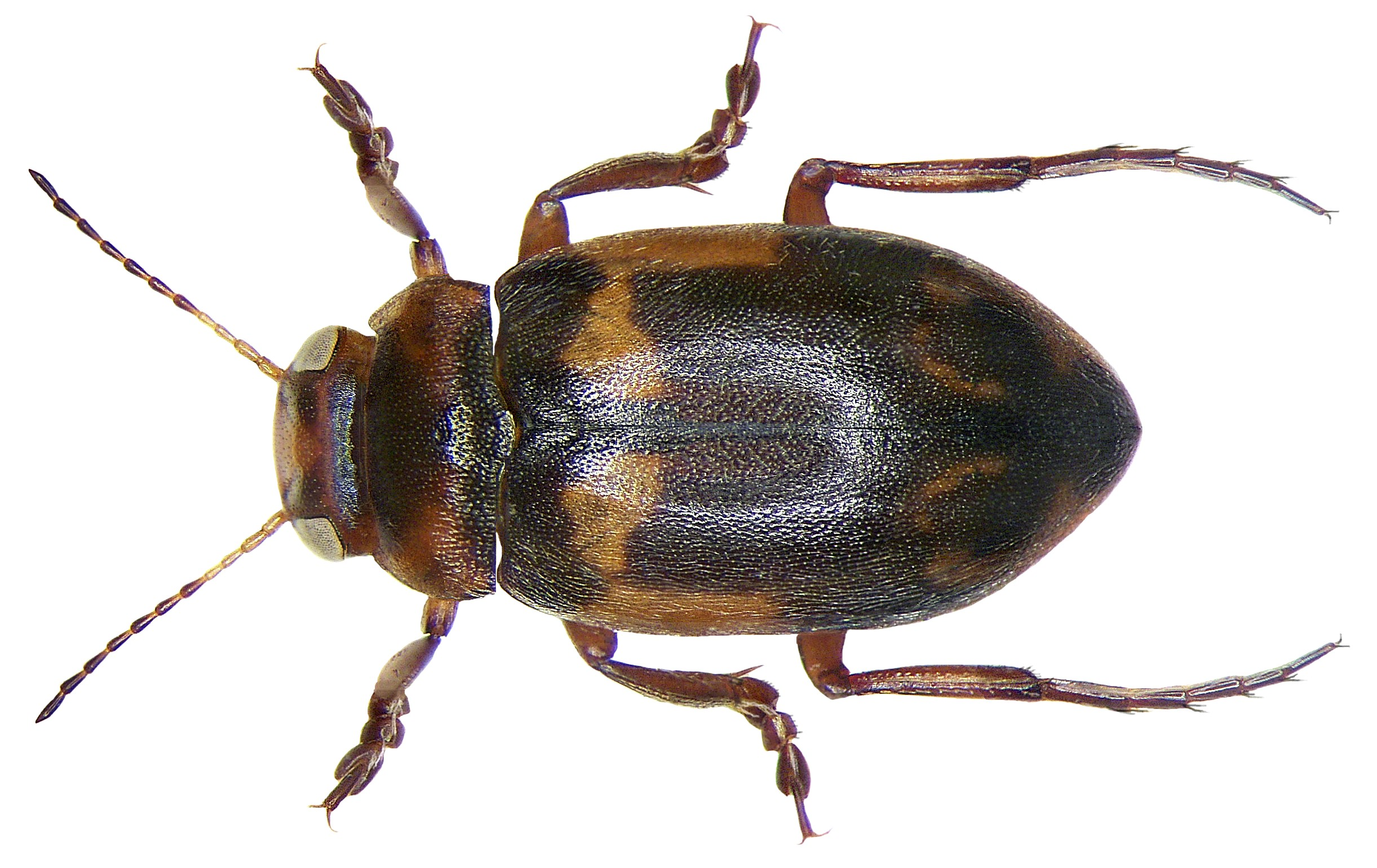